# Gənclik
Gənclik – stacja na linii 1 i linii 2 bakijskiego metra, położona między stacjami 28 May i Nəriman Nərimanov.

## Opis
Została otwarta 6 listopada 1967 r. w ramach budowy odcinka İçərişəhər – Nəriman Nərimanov.
Wyjścia do miasta ze stacji umożliwiają dwa przejścia podziemne, z których jedno prowadzi do Stadionu Republikańskiego, ogrodu zoologicznego i alei Atatürka.